# روس داير
روس داير (بالإنجليزية: Ross Dyer)‏ (12 مايو 1988 في المملكة المتحدة - ) هو لاعب كرة قدم بريطاني في مركز الهجوم. لعب مع فوريست غرين ونادي ساوثبورت ونادي هيرفورد ونادي هدنسفورد تاون وتيلفورد يونايتد ونادي مانسفيلد تاون ونادي تاموورث وإف سي هاليفاكس تاون.

## وصلات خارجية
- روس داير على موقع قاعدة بيانات كرة القدم.إي يو (الإنجليزية)
- روس داير على موقع Soccerbase.com (لاعب) (الإنجليزية)